# 新著聞集
新著聞集（しんちょもんじゅう）は、寛延2年（1749年）に刊行された日本の説話集である。各地の奇談・珍談・旧事・遺聞を集めている。8冊18篇377話。書名は鎌倉時代の説話集『古今著聞集』にならっており、先行する説話集『古今犬著聞集』・『続著聞集』との関連が深い。
著者名は記されておらず不詳とされていたが、森銑三の指摘により紀州藩士の学者・神谷養勇軒が藩主の命令によって著したことが定説となっている。しかし『新著聞集』の内容は、俳諧師・椋梨一雪による説話集『続著聞集』を再編集したもので、正確に言うと神谷養勇軒は編者であると考えられる。

## 概要
忠孝、慈愛、酬恩、報仇、崇行、勝蹟、勇烈、佞奸、崇厲、奇怪、執心、冤魂、往生、殃禍、才智、清正、俗談、雑事の18の項目を1篇ずつにあて、全8冊に収めている。